# Figulus lupinus
Figulus lupinus es una especie de coleóptero de la familia Lucanidae.

## Distribución geográfica
Habita en las Islas Carolinas y Palaos.